# 马如纯
马如纯（1936年2月—），男，江苏无锡人，中国生理学家，曾任安徽医科大学教授、生理教研室主任。1986年国家教委科技进步一等奖获得者。